# Pinhal Grande
Pinhal Grande là một đô thị thuộc bang Rio Grande do Sul, Brasil. Đô thị này có diện tích 477,126 km², dân số năm 2007 là 4496 người, mật độ 9,42 người/km².